# Tøndersvamp
Tøndersvamp (Fomes fomentarius) (også kendt som fyrsvamp) er en art af poresvamp i Poresvampe-familien som findes i Europa, Asien, Afrika og Nordamerika . Arten producerer meget store hovformede poresvampfrugtlegemer, der varierer i farve fra sølvgrå til næsten sort, men som oftest er brunlige. Den vokser på siden af forskellige træarter, som den inficerer gennem ødelagt bark og forårsager hvidråd . Arten lever typisk fortsat på træer længe efter at de er døde, og skifter fra parasitisk til nedbrydende.
Selvom tøndersvamp hovedsageligt brugtes som optændingsmateriale, har den også været anvendt (og anvendes i nogen grad stadig) som erstatningsmateriale for skind.
Tøndersvamp har et frugtlegeme på mellem 5 og 45 cm i bredden, mellem 3 og 25 cm på tværs og mellem 2 og 25 cm i tykkelse, som vokser bredt tilhæftet til det træ, som svampen vokser på.
Mens den typisk er formet som en hestehov, kan den også være mere uregelmæssigt formet. Arten har typisk brede, koncentriske kamme med en stump og afrundet kant. Kødet er hårdt og fibrøst med en kanelbrun farve. Den øverste overflade er sej, ujævn, hård og træagtig, varierende i farve, normalt lysebrun eller grå. Margenen er hvidlig i perioder med vækst. Den hårde skorpe er fra 1-2 mm tyk og dækker det hårde kød. Undersiden har runde porer med creme farve når de er nye, hvorefter de modnes til brune. Porerne er cirkulære, og der er 2-3 pr. mm. Rørene er 2-7 mm lange med en rusten brun farve.
Farven og størrelsen af frugtlegemet kan variere afhængigt af vækststedet. Sølvhvide, grålige og næsten sorte prøver er blevet kendt, de mørkeste frugtlegemer blev tidligere klassificeret som Fomes nigricans, men dette er nu anerkendt som et synonym for Fomes fomentarius. Farven er typisk lysere ved lavere breddegrader og højder, samt på frugtlegemer på den nordlige halvkugle, der vokser på sydsiden af træerne. Undersøgelser har imidlertid konkluderet, at der ikke er nogen pålidelig måde at differentiere sorter på ; i stedet kan de fænotype forskelle "tilskrives enten forskellige økotyper eller til interaktioner mellem genotypen og dens miljø".

## Mikroskopiske kendetegn
Sporerne er citrongule i farve og aflangt ellipsoide i form. De måler 15–20 gange 5–7   μm . Arten har en trimitisk hyphalstruktur (hvilket betyder, at den har generative, skelet- og bindende hyfer ) med generative hyfer (hyfer, der er relativt udifferentierede og kan udvikle reproduktive strukturer) med klemmeforbindelser . 

## Levested og udbredelse
Tøndersvamp har en cirkumboreal udbredelse, findes i både det nordligste og sydligste Afrika, i hele Asien og i det østlige Nordamerika, og i hele Europa og er i det meste af udbredelsesområdet ganske almindelig. Den optimale temperatur for svampens vækst er 27-30 °C. Tøndersvamp vokser typisk alene, men flere frugtlegemer kan undertiden findes på den samme værtsstamme.
Arten vokser typisk på løvtræ. I nordlige områder er det mest almindeligt på birk, mens bøg er mere typisk i syd. I Middelhavsområdet er eg den typiske vært. Arten har også været kendt for at vokse på ahorn, kirsebær, lind, poppel, pil, el, avnbøg og undtagelsesvis nåletræ.

### Økologi
Tøndersvamp er et plantepatogen. Myceliet trænger ind i træet gennem beskadiget bark eller ødelagte grene, hvilket forårsager råd i værten. Det syge træ udviser sorte streger i de let forfaldne områder; disse er kendt som pseudosklerotiske lag eller afgrænsningslinjer. Linierne er forårsaget af enzymer, der omdanner enten svampe eller plantestof til melanin. På trods af, at svampen begynder som parasit, er den i stand til at overleve i en tid (fremskyndende forrådnelse ) på faldne eller fældede træer som en saprofyt, og kan leve der i årevis, indtil stammen er helt ødelagt.
Myceliet er også i stand til at kolonisere og nedbryde pollenkorn, hvilket giver det en anden fødekilde, der er særlig rig på kvælstof.
Inficerede træer bliver meget sprøde, og der kan opstå revner i det berørte træ på grund af vind. Tøndersvamp er særlig dygtig til at bevæge sig mellem revner på træet uden afbrydelse. Ud over de åbenlyst inficerede beskadigede træer, er svampen kendt for at være en endofyt, hvilket betyder, at sunde træer, der ikke bærer frugtlegemer, stadig kan blive inficeret.
Frugtlegemerne er flerårige og overlever i op til tredive år. Den kraftigste vækstperiode er mellem forsommeren og efteråret. Den årlige vækst forekommer altid i bunden af svampen, hvilket betyder, at det laveste siddende lag er det yngste. Dette forekommer, selvom værtstræet er faldet og ligger på skovbunden  hvilket kan ske på grund af råddenskaben fremkaldt af svampen. Dette er en proces, der kaldes positiv gravitropisme. Frugtlegemet producerer et meget stort antal sporer, især i foråret, med op til 887   millioner sporer i timen fra de mest produktive frugtlegemer. Sporeproduktion finder også sted i efteråret, dog ikke så kraftigt. Sporer frigøres ved relativt lave temperaturer. I tørt vejr er sporerne synlige som et hvidt pulver.